# Tabel de integrale
Integrarea este una dintre cele două operații de bază din analiza matematică.  Nefiind evidentă și imediată, spre deosebire de diferențiale, tabelul cu integrale unor funcții cunoscute este foarte util.  Funcțiile rezultate în urma integrării se numesc primitive. 
Această pagină este o listă cu câteva dintre integralele unor funcții des întalnite; o listă mai detaliată se poate consulta la lista integralelor.
Se folosește C pentru constanta de integrare arbitrară care poate fi calculată numai dacă se cunoaște o valoare particulară pentru integrală într-un anumit punct.  Prin urmare, fiecare funcție are un număr infinit de primitive.
Se poate consulta, de asemenea, și lista de derivate.

## Reguli pentru integrarea generală a funcțiilor
{\displaystyle Pentru\ a\ real\ nenul:\int af(x)\,dx=a\int f(x)\,dx}
{\displaystyle \int [f(x)+g(x)]\,dx=\int f(x)\,dx+\int g(x)\,dx}
{\displaystyle \int f(x)g(x)\,dx=f(x)\int g(x)\,dx-\int \left(\int g(x)\,dx\right)\,d(f(x))}

## Integrale ale funcțiilor simple

### Funcții raționale
mai multe integrale: Primitivele funcțiilor raționale
{\displaystyle \int 0\,dx=C}
{\displaystyle \int 1\,dx=x+C}
{\displaystyle \int x\,dx={\frac {x^{2}}{2}}\ +C}
{\displaystyle \int a^{x}\,dx={\frac {a^{x}}{ln{\left|a\right|}}}\ +C}
{\displaystyle \int x^{a}\,dx={\frac {x^{a+1}}{a+1}}+C}     dacă      {\displaystyle a\in \mathbb {R} }     și      {\displaystyle a\neq -1}
{\displaystyle \int {\frac {1}{x}}\,dx=\ln {\left|x\right|}+C}
{\displaystyle \int {dx \over {x^{2}+a^{2}}}={1 \over a}arctg{x \over a}+C}
{\displaystyle \int {dx \over {x^{2}-a^{2}}}={1 \over 2a}\ln \left|{{x-a} \over {x+a}}\right|+C}

### Funcții iraționale
Mai multe integrale: Primitivele funcțiilor iraționale
{\displaystyle \int {dx \over {\sqrt {x^{2}+a^{2}}}}=\ln(x+{\sqrt {x^{2}+a^{2}}})+C}
{\displaystyle \int {dx \over {\sqrt {x^{2}-a^{2}}}}=\ln \left|x+{\sqrt {x^{2}-a^{2}}}\right|+C}
{\displaystyle \int {dx \over {\sqrt {a^{2}-x^{2}}}}=\arcsin {x \over a}+C}
{\displaystyle \int {-dx \over {\sqrt {a^{2}-x^{2}}}}=\arccos {x \over a}+C}
{\displaystyle \int {dx \over x{\sqrt {x^{2}-a^{2}}}}={1 \over a}{\mbox{arcsec}}\,{|x| \over a}+C}

### Funcții logaritmice
mai multe integrale: Primitivele funcțiilor logaritmice
{\displaystyle \int \ln {x}\,dx=xlnx-x+C}
{\displaystyle \int \log _{b}{x}\,dx=x\log _{b}{x}-x\log _{b}{e}+C}

### Funcții exponențiale
mai multe integrale: Primitivele funcțiilor exponențiale
{\displaystyle \int e^{x}\,dx=e^{x}+C}
{\displaystyle \int e^{ax}\,dx={e^{ax} \over a}+C}
{\displaystyle \int a^{x}\,dx={\frac {a^{x}}{\ln {a}}}+C}

### Funcții trigonometrice
mai multe integrale: Primitivele funcțiilor trigonometrice și Primitivele funcțiilor invers trigonometrice
{\displaystyle \int \sin {x}\,dx=-\cos {x}+C}
{\displaystyle \int \sin {ax}\,dx=-{\cos {ax} \over a}+C}
{\displaystyle \int \cos {x}\,dx=\sin {x}+C}
{\displaystyle \int \cos {ax}\,dx={\sin {ax} \over a}+C}
{\displaystyle \int \tan {x}\,dx=-\ln {\left|\cos {x}\right|}+C}
{\displaystyle \int \cot {x}\,dx=\ln {\left|\sin {x}\right|}+C}
{\displaystyle \int \sec {x}\,dx=\ln {\left|\sec {x}+\tan {x}\right|}+C}
{\displaystyle \int \csc {x}\,dx=-\ln {\left|\csc {x}+\cot {x}\right|}+C}
{\displaystyle \int \sec ^{2}x\,dx=\tan x+C}
{\displaystyle \int \csc ^{2}x\,dx=-\cot x+C}
{\displaystyle \int \sec {x}\,\tan {x}\,dx=\sec {x}+C}
{\displaystyle \int \csc {x}\,\cot {x}\,dx=-\csc {x}+C}
{\displaystyle \int \sin ^{2}x\,dx={\frac {1}{2}}(x-\sin x\cos x)+C}
{\displaystyle \int \cos ^{2}x\,dx={\frac {1}{2}}(x+\sin x\cos x)+C}
{\displaystyle \int \sin ^{n}x\,dx=-{\frac {\sin ^{n-1}{x}\cos {x}}{n}}+{\frac {n-1}{n}}\int \sin ^{n-2}{x}\,dx}
{\displaystyle \int \cos ^{n}x\,dx={\frac {\cos ^{n-1}{x}\sin {x}}{n}}+{\frac {n-1}{n}}\int \cos ^{n-2}{x}\,dx}
{\displaystyle \int \arctan {x}\,dx=x\,\arctan {x}-{\frac {1}{2}}\ln {\left|1+x^{2}\right|}+C}

### Funcții hiperbolice
mai multe integrale: Primitivele funcțiilor hiperbolice și Primitivele funcțiilor hiperbolice reciproce
{\displaystyle \int \sinh x\,dx=\cosh x+C}
{\displaystyle \int \cosh x\,dx=\sinh x+C}
{\displaystyle \int \tanh x\,dx=\ln |\cosh x|+C}
{\displaystyle \int {\mbox{csch}}\,x\,dx=\ln \left|\tanh {x \over 2}\right|+C}
{\displaystyle \int {\mbox{sech}}\,x\,dx=\arctan(\sinh x)+C}
{\displaystyle \int \coth x\,dx=\ln |\sinh x|+C}

## Integrale definite care nu au primitive imediate
Există câteva funcții ale căror primitive (sau anti-derivate) nu pot fi exprimate într-o formă fixă, imediat vizibilă.  Oricum, valoarea integralelor definite pe anumite intervale poate fi calculată.  Unele dintre cel mai utile se găsesc mai jos. 
{\displaystyle \int _{0}^{\infty }{{\sqrt {x}}\,e^{-x}\,dx}={\frac {1}{2}}{\sqrt {\pi }}} (a se vedea și Funcția gamma)
{\displaystyle \int _{0}^{\infty }{e^{-x^{2}}\,dx}={\frac {1}{2}}{\sqrt {\pi }}} (Integrala lui Gauss - Gaussian integral)
{\displaystyle \int _{0}^{\infty }{{\frac {x}{e^{x}-1}}\,dx}={\frac {\pi ^{2}}{6}}} (a se vedea și Numărul lui Bernoulli - Bernoulli number)
{\displaystyle \int _{0}^{\infty }{{\frac {x^{3}}{e^{x}-1}}\,dx}={\frac {\pi ^{4}}{15}}}
{\displaystyle \int _{0}^{\infty }{\frac {\sin(x)}{x}}\,dx={\frac {\pi }{2}}}
{\displaystyle \int _{0}^{\infty }x^{z-1}\,e^{-x}\,dx=\Gamma (z)} (în care {\displaystyle \Gamma (z)} este Funcția gamma)
{\displaystyle \int _{-\infty }^{\infty }e^{-(ax^{2}+bx+c)}\,dx={\sqrt {\frac {\pi }{a}}}e^{\frac {b^{2}-4ac}{4a}}}
{\displaystyle \int _{0}^{2\pi }e^{x\cos \theta }d\theta =2\pi I_{0}(x)} (în care {\displaystyle I_{0}(x)} este funcția Bessel modificată de ordinul întâi)
{\displaystyle \int _{0}^{2\pi }e^{x\cos \theta +y\sin \theta }d\theta =2\pi I_{0}\left({\sqrt {x^{2}+y^{2}}}\right)}

## Calcularea integralelor definite
O nouă formă a metodei prin epuizare (exhaustivă) (în engleză, the method of exhaustion), furnizează o formulă de evaluare a integralelor definite pentru orice funcție continuă, utilă și în cazul în care aceaste integrale nu au primitive imediate.
{\displaystyle \int \limits _{a}^{b}{f(x)dx=\left({b-a}\right)}\sum \limits _{n=1}^{\infty }{\sum \limits _{m=1}^{2^{n}-1}{\left({-1}\right)^{m+1}}}2^{-n}f(a+m\left({b-a}\right)/2^{n}).}

## Vezi si
- Tabel de derivate